# Parc national d'Okomu
Le parc national d'Okomu (anglais : Okomu National Park) est un parc national situé dans l'État d'Edo au Nigeria. Le parc national d'Okomu est créé en 1999.